# Cosmes
Cosmes település Franciaországban, Mayenne megyében. Lakosainak száma 298 fő (2022. január 1.). Cosmes Cossé-le-Vivien, Astillé, Quelaines-Saint-Gault, Peuton, Simplé és La Chapelle-Craonnaise községekkel határos.

## Népesség
A település népességének változása:
| Lakosok száma | 420  | 316  | 257  | 319  | 298  | 291  | 282  | 275  | 283  | 298  |
|               | 1968 | 1982 | 1990 | 2006 | 2013 | 2015 | 2017 | 2019 | 2020 | 2022 |